# شاپرکیان کوکویی
شاپرکیان کوکویی (نام علمی: Cuculliinae) نام یک زیرخانواده از تیره شاپرکان جغدی است. نام لاتین این زیرخانواده به نام لاتین پرنده‌ای به نام «کوکو» از خانوادۀ کوکویان (Cuculidae) اشاره دارد.